# 85ste Oscaruitreiking
De 85ste Oscaruitreiking, waarbij prijzen werden uitgereikt aan de beste prestaties in films uit 2012, vond op 24 februari 2013 plaats in het Dolby Theatre in Hollywood. De ceremonie werd gepresenteerd door Seth MacFarlane. De  genomineerden werden op 10 januari bekendgemaakt tijdens een korte persconferentie door de gastheer Seth MacFarlane en actrice Emma Stone in het Samuel Goldwyn Theater te Beverly Hills.

## Winnaars en genomineerden
De winnaars staan bovenaan in vet lettertype.

#### Beste film
- Argo
  - Amour
  - Beasts of the Southern Wild
  - Django Unchained
  - Les Misérables
  - Life of Pi
  - Lincoln
  - Silver Linings Playbook
  - Zero Dark Thirty

#### Beste regisseur
- Ang Lee - Life of Pi
  - Michael Haneke - Amour
  - David O. Russell - Silver Linings Playbook
  - Steven Spielberg - Lincoln
  - Benh Zeitlin - Beasts of the Southern Wild

#### Beste mannelijke hoofdrol
- Daniel Day-Lewis - Lincoln
  - Bradley Cooper - Silver Linings Playbook
  - Hugh Jackman - Les Misérables
  - Joaquin Phoenix - The Master
  - Denzel Washington - Flight

#### Beste vrouwelijke hoofdrol
- Jennifer Lawrence - Silver Linings Playbook
  - Jessica Chastain - Zero Dark Thirty
  - Emmanuelle Riva - Amour
  - Quvenzhané Wallis - Beasts of the Southern Wild
  - Naomi Watts - The Impossible

#### Beste mannelijke bijrol
- Christoph Waltz - Django Unchained
  - Alan Arkin - Argo
  - Robert De Niro - Silver Linings Playbook
  - Philip Seymour Hoffman - The Master
  - Tommy Lee Jones - Lincoln

#### Beste vrouwelijke bijrol
- Anne Hathaway - Les Misérables
  - Amy Adams - The Master
  - Sally Field - Lincoln
  - Helen Hunt - The Sessions
  - Jacki Weaver - Silver Linings Playbook

#### Beste originele scenario
- Django Unchained - Quentin Tarantino
  - Amour - Michael Haneke
  - Flight - John Gatins
  - Moonrise Kingdom - Wes Anderson en Roman Coppola
  - Zero Dark Thirty - Mark Boal

#### Beste bewerkte scenario
- Argo - Chris Terrio
  - Beasts of the Southern Wild - Lucy Alibar en Benh Zeitlin
  - Life of Pi - David Magee
  - Lincoln - Tony Kushner
  - Silver Linings Playbook - David O. Russell

#### Beste niet-Engelstalige film
- Amour - Oostenrijk
  - Kon-Tiki - Noorwegen
  - No - Chili
  - A Royal Affair - Denemarken
  - War Witch - Canada

#### Beste animatiefilm
- Brave - Mark Andrews en Brenda Chapman
  - Frankenweenie - Tim Burton
  - ParaNorman - Sam Fell en Chris Butler
  - The Pirates! Band of Misfits - Peter Lord
  - Wreck-It Ralph - Rich Moore

#### Beste documentaire
- Searching for Sugar Man - Malik Bendjelloul en Simon Chinn
  - 5 Broken Cameras - Emad Burnat en Guy Davidi
  - The Gatekeepers - Dror Moreh, Philippa Kowarsky en Estelle Fialon
  - How to Survive a Plague - David France en Howard Gertler
  - The Invisible War - Kirby Dick en Amy Ziering

#### Beste camerawerk
- Life of Pi - Claudio Miranda
  - Anna Karenina - Seamus McGarvey
  - Django Unchained - Robert Richardson
  - Lincoln - Janusz Kamiński
  - Skyfall - Roger Deakins

#### Beste montage
- Argo - William Goldenberg
  - Life of Pi - Tim Squyres
  - Lincoln - Michael Kahn
  - Silver Linings Playbook - Jay Cassidy en Crispin Struthers
  - Zero Dark Thirty - Dylan Tichenor en William Goldenberg

#### Beste productieontwerp
- Lincoln - Rick Carter en Jim Erickson
  - Anna Karenina - Sarah Greenwood en Katie Spencer
  - The Hobbit: An Unexpected Journey - Dan Hennah, Ra Vincent en Simon Bright
  - Les Misérables - Eve Stewart en Anna Lynch-Robinson
  - Life of Pi - David Gropman en Anna Pinnock

#### Beste originele muziek
- Life of Pi - Mychael Danna
  - Anna Karenina - Dario Marianelli
  - Argo - Alexandre Desplat
  - Lincoln - John Williams
  - Skyfall - Thomas Newman

#### Beste originele nummer
- "Skyfall" uit Skyfall - Muziek en tekst: Adele Adkins en Paul Epworth
  - "Before My Time" uit Chasing Ice - Muziek en tekst: J. Ralph
  - "Everybody Needs a Best Friend" uit Ted - Muziek: Walter Murphy, tekst: Seth MacFarlane
  - "Pi's Lullaby" uit Life of Pi - Muziek: Mychael Danna, tekst: Bombay Jayashri
  - "Suddenly" uit Les Misérables - Muziek: Claude-Michel Schönberg, tekst: Herbert Kretzmer en Alain Boublil

#### Beste geluidsmixing
- Les Misérables - Andy Nelson, Mark Paterson en Simon Hayes
  - Argo - John Reitz, Gregg Rudloff en José Antonio Garcia
  - Life of Pi - Ron Bartlett, D.M. Hemphill en Drew Kunin
  - Lincoln - Andy Nelson, Gary Rydstrom en Ronald Judkins
  - Skyfall - Scott Millan, Greg P. Russell en Stuart Wilson

#### Beste geluidsbewerking
- Skyfall - Per Hallberg en Karen Baker Landers
- Zero Dark Thirty - Paul N.J. Ottosson
  - Argo - Erik Aadahl en Ethan Van der Ryn
  - Django Unchained - Wylie Stateman
  - Life of Pi - Eugene Gearty en Philip Stockton

#### Beste visuele effecten
- Life of Pi - Bill Westenhofer, Guillaume Rocheron, Erik-Jan de Boer en Donald R. Elliott
  - The Hobbit: An Unexpected Journey - Joe Letteri, Eric Saindon, David Clayton en R. Christopher White
  - Marvel's The Avengers - Janek Sirrs, Jeff White, Guy Williams en Dan Sudick
  - Prometheus - Richard Stammers, Trevor Wood, Charley Henley en Martin Hill
  - Snow White and the Huntsman - Cedric Nicolas-Troyan, Philip Brennan, Neil Corbould en Michael Dawson

#### Beste kostuumontwerp
- Anna Karenina - Jacqueline Durran
  - Les Misérables - Paco Delgado
  - Lincoln - Joanna Johnston
  - Mirror Mirror - Eiko Ishioka
  - Snow White and the Huntsman - Colleen Atwood

#### Beste grime en haarstijl
- Les Misérables - Lisa Westcott en Julie Dartnell
  - Hitchcock - Howard Berger, Peter Montagna en Martin Samuel
  - The Hobbit: An Unexpected Journey - Peter Swords King, Rick Findlater en Tami Lane

#### Beste korte film
- Curfew - Shawn Christensen
  - Asad - Bryan Buckley en Mino Jarjoura
  - Buzkashi Boys - Sam French en Ariel Nasr
  - Death of a Shadow (Dood van een Schaduw) - Tom Van Avermaet en Ellen De Waele
  - Henry - Yan England

#### Beste korte animatiefilm
- Paperman - John Kahrs
  - Adam and Dog - Minkyu Lee
  - Fresh Guacamole - PES
  - Head Over Heels - Timothy Reckart en Fodhla Cronin O'Reilly
  - Maggie Simpson in "The Longest Daycare" - David Silverman

#### Beste korte documentaire
- Inocente - Sean Fine en Andrea Nix Fine
  - Kings Point - Sari Gilman en Jedd Wider
  - Mondays at Racine - Cynthia Wade en Robin Honan
  - Open Heart - Kief Davidson en Cori Shepherd Stern
  - Redemption - Jon Alpert en Matthew O'Neill

## Films met meerdere nominaties
De volgende films ontvingen meerdere nominaties:
| Nominaties | Film                              | Awards |
| ---------- | --------------------------------- | ------ |
| 12         | Lincoln                           | 2      |
| 11         | Life of Pi                        | 4      |
| 8          | Les Misérables                    | 3      |
| 8          | Silver Linings Playbook           | 1      |
| 7          | Argo                              | 3      |
| 5          | Amour                             | 1      |
| 5          | Django Unchained                  | 2      |
| 5          | Skyfall                           | 2      |
| 5          | Zero Dark Thirty                  | 1      |
| 4          | Anna Karenina                     | 1      |
| 4          | Beasts of the Southern Wild       |        |
| 3          | The Hobbit: An Unexpected Journey |        |
| 3          | The Master                        |        |
| 2          | Flight                            |        |
| 2          | Snow White and the Huntsman       |        |